# Japon aux Jeux olympiques d'hiver de 2006
Le Japon est représenté par 113 athlètes aux Jeux olympiques d'hiver de 2006 à Turin.

## Médailles
|       | Médaille d'or | Médaille d'argent | Médaille de bronze | Total |
| ----- | ------------- | ----------------- | ------------------ | ----- |
| Japon | 1             | 0                 | 0                  | 1     |

- - Shizuka Arakawa  en patinage artistique femmes Résultats

## Épreuves

### Biathlon
Hommes
- Daisuke Ebisawa
- Hidenori Isa
- Tatsumi Kasahara
- Shinya Saito
- Kyoji Suga

Femmes
- Megumi Izumi
- Tomomi Otaka
- Tamami Tanaka
- Ikuyo Tsukidate

### Bobsleigh
Hommes
- Suguru Kiyokawa
- Ryuichi Kobayashi

Femmes
- Manami Hino
- Kanae Meguro
- Chisato Nagaoka

### Combiné nordique
- Yosuke Hatakeyama
- Takashi Kitamura
- Norihito Kobayashi
- Daito Takahashi
- Akito Watabe

### Curling
Femmes
- Yumie Hayashi (ja)
- Moe Meguro
- Mari Motohashi
- Ayumi Onodera
- Sakurako Terada

### Luge
Hommes
- Goro Hayashibe
- Takahisa Oguchi
- Masaki Toshiro
- Shigeaki Ushijama

Femmes
- Madoka Harada

### Patinage artistique
Hommes
- Daisuke Takahashi

Femmes
- Miki Ando
- Shizuka Arakawa
- Fumie Suguri

Danse sur glace
- Akiyuki Kido et Nozomi Watanabe

### Patinage de vitesse
Hommes
- Yusuke Imai
- Joji Kato
- Kesato Miyazaki
- Keiichiro Nagashima
- Takaharu Nakajima
- Yuya Oikawa
- Hiromi Otsu
- Hiroyasu Shimizu
- Teruhiro Sugimori
- Takahiro Ushiyama
- Naoki Yasuda

Femmes
- Eriko Ishino
- Nami Nemoto
- Tomomi Okazaki
- Sayuri Osuga
- Eriko Seo
- Maki Tabata
- Aki Tonoike
- Yukari Watanabe
- Sayuri Yoshii

### Saut à ski
- Masahiko Harada
- Tsuyoshi Ichinohe
- Daiki Ito
- Kenshiro Ito
- Noriaki Kasai
- Takanobu Okabe

### Short-track
Hommes
- Yoshiharu Arino
- Takahiro Fujimoto
- Takafumi Nishitani
- Hayato Sueyoshi
- Saturo Terao

Femmes
- Yuka Kamino
- Mika Ozawa
- Chikage Tanaka
- Ikue Teshigawara

### Skeleton
Hommes
- Masaru Inada
- Kazuhiro Koshi
- Takafumi Nishitani

Femmes
- Eiko Nakayama
- Nobuko Yamada

### Ski acrobatique
Sauts H
- Ken Mizuno

Bosses H
- Kai Ozaki
- Yugo Tsukita
- Osamu Ueno

Sauts F
- Kayo Henmi

Bosses F
- Miyuki Hatanaka
- Miki Ito
- Tae Satoya
- Aiko Uemura

### Ski alpin
Hommes
- Yasuhiro Ikuta
- Kentaro Minagawa
- Akira Sasaki
- Naoki Yuasa

Femmes
- Noriyo Hiroi
- Mizue Hoshi
- Mami Sekizuka

### Ski de fond
Hommes
- Katsuhito Ebisawa
- Shunsuke Komamura
- Nobu Naruse
- Yuichi Onda
- Chizuru Soneta

Femmes
- Nobuko Fukuda
- Masako Ishida
- Madoka Natsumi
- Sumiko Yokoyama

### Snowboard
Halfpipe H
- Kazuhiro Kokubo
- Fumiyuki Murakami
- Takaharu Nakai
- Domu Narita

Slalom géant parallèle H
- Kentaro Tsuruoka

Cross H
- Itaru Chimura

Halfpipe F
- Chikako Fushimi
- Melo Imai
- Shiho Nakashima
- Soko Yamaoka

Slalom géant parallèle F
- Tomoka Takeuchi
- Eri Yanetani

Cross F
- Yuka Fujimori